# Geranomyia malabarensis
Geranomyia malabarensis är en tvåvingeart som först beskrevs av Alexander 1952.  Geranomyia malabarensis ingår i släktet Geranomyia och familjen småharkrankar. Inga underarter finns listade i Catalogue of Life.